# Alberto González (velerista)
Alberto González Mas (Chile, 15 de noviembre de 1958) es un empresario agrícola y velerista chileno. Como deportista ha conseguido varios triunfos, tanto a nivel continental como mundial, y, tras haberse adjudicado un total de seis preseas, se ha convertido en el poseedor de la mayor cantidad de medallas panamericanas de su país.

## Biografía
Junto con su padre y un hermano, González maneja la empresa Agrícola Mansel S.A. en la localidad de Champa, donde se dedica a la crianza de cerdos y a la producción de kiwis y maíz. Está casado y tiene cuatro hijos.
Ha sido aficionado al velerismo desde su infancia; uno de sus hijos, Diego, se ha involucrado en la disciplina deportiva de su padre y forma parte de su tripulación, que completa Cristián Hermann.

## Palmarés

### Juegos Panamericanos
González se ha adjudicado un total de seis medallas panamericanas —3 de oro, 2 de plata y 1 de bronce— en la clase Lightning:

### Juegos Olímpicos
González formó parte de la delegación chilena en los Juegos Olímpicos de Los Ángeles 1984, donde compitió en la clase 470 junto con Juan Pablo Barahona. El binomio chileno terminó en la 18.ª posición entre 28 participantes.

### Campeonatos mundiales
González ha sido campeón mundial, tanto en la clase Lightning como en la Etchells, en siete oportunidades:
| Campeonato Mundial       | Categoría |
| ------------------------ | --------- |
| Cartagena de Indias 1987 | Lightning |
| Kuopio 1995              | Lightning |
| Salinas 1999             | Lightning |
| Miami 2003               | Lightning |
| Higuerillas 2005         | Lightning |
| Búzios 2011              | Lightning |
| San Francisco 2005       | Etchells  |